# イカとクジラ
『イカとクジラ』（The Squid and the Whale）は、2005年公開のアメリカ映画。

## ストーリー
ブルックリンに住むバーナードは、かつては人気作家であったがスランプが続き、今では教職で生計を立てている。一方、バーナードの妻ジョーンは新進作家として成功を収めていた。夫婦の間には緊張が高まり、二人はついに別れることを決意し、16歳のウォルトと12歳のフランクという二人の息子にそのことを告げる。

## キャスト
※括弧内は日本語吹替
- バーナード・バークマン - ジェフ・ダニエルズ（土師孝也）
- ジョーン・バークマン - ローラ・リニー（野沢由香里）
- ウォルト・バークマン - ジェシー・アイゼンバーグ（坪井智浩）
- フランク・バークマン - オーウェン・クライン（大久保祥太郎）
- アイヴァン - ウィリアム・ボールドウィン
- リリー - アンナ・パキン （小島幸子）
- ソフィー・グリーンバーグ - ヘイリー・ファイファー
- スクール・セラピスト - ケン・レオン